# فین‌های ولگا

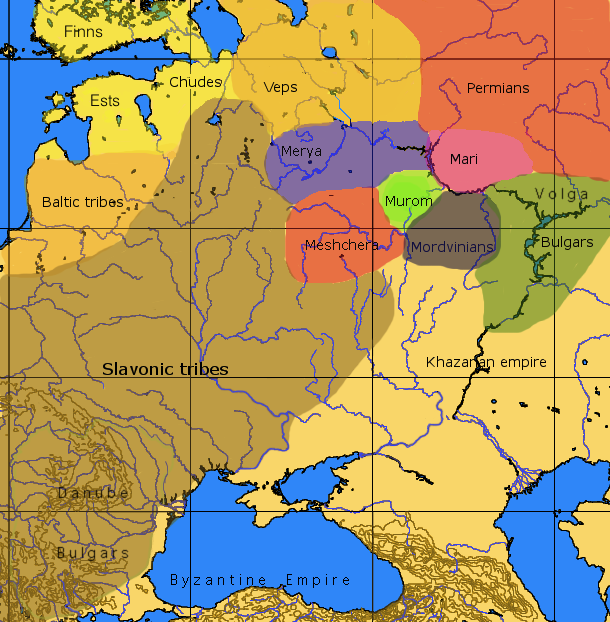
ساختار قوی مملکت روس‌های کیفی در قرن نهم میلادی: پنج قبیله فین ولگا مریا، ماری، مورومیانز، مشچرا و موردوینز بودند که توسط اسلاوها، خزران و ترک‌های بلغار احاطه شده‌اند.

فین‌های ولگا یافین‌های شرقی یک قومیت تاریخی در روسیه کنونی بودند که شامل ماری‌ها و موردوینزها می‌شدند سه دسته دیگر این گروه قومی منقرض شدند. گاهی قوم پرمیانس هم از اقوام فین شرقی محسوب می‌گردد.
فین‌های شرقی در اطراف رودهای سورا و موکشا و همچنین به صورت محدودتر در بین ولگا و بلایا حضور دارند. این‌ها به زبان ماری گویش می‌کنند که دارای دو گویش ماری مرغزاری و ماری تپه‌ای است.